# Ratiodata
Die Ratiodata SE ist ein IT-Dienstleister und Managed Services Provider mit Hauptsitz in Münster und gehört zu den größten Systemhäusern Deutschlands. Das Unternehmen konzentriert sich neben der Finanzdienstleistungsbranche vor allem auf Firmen mit hohen regulatorischen Anforderungen.

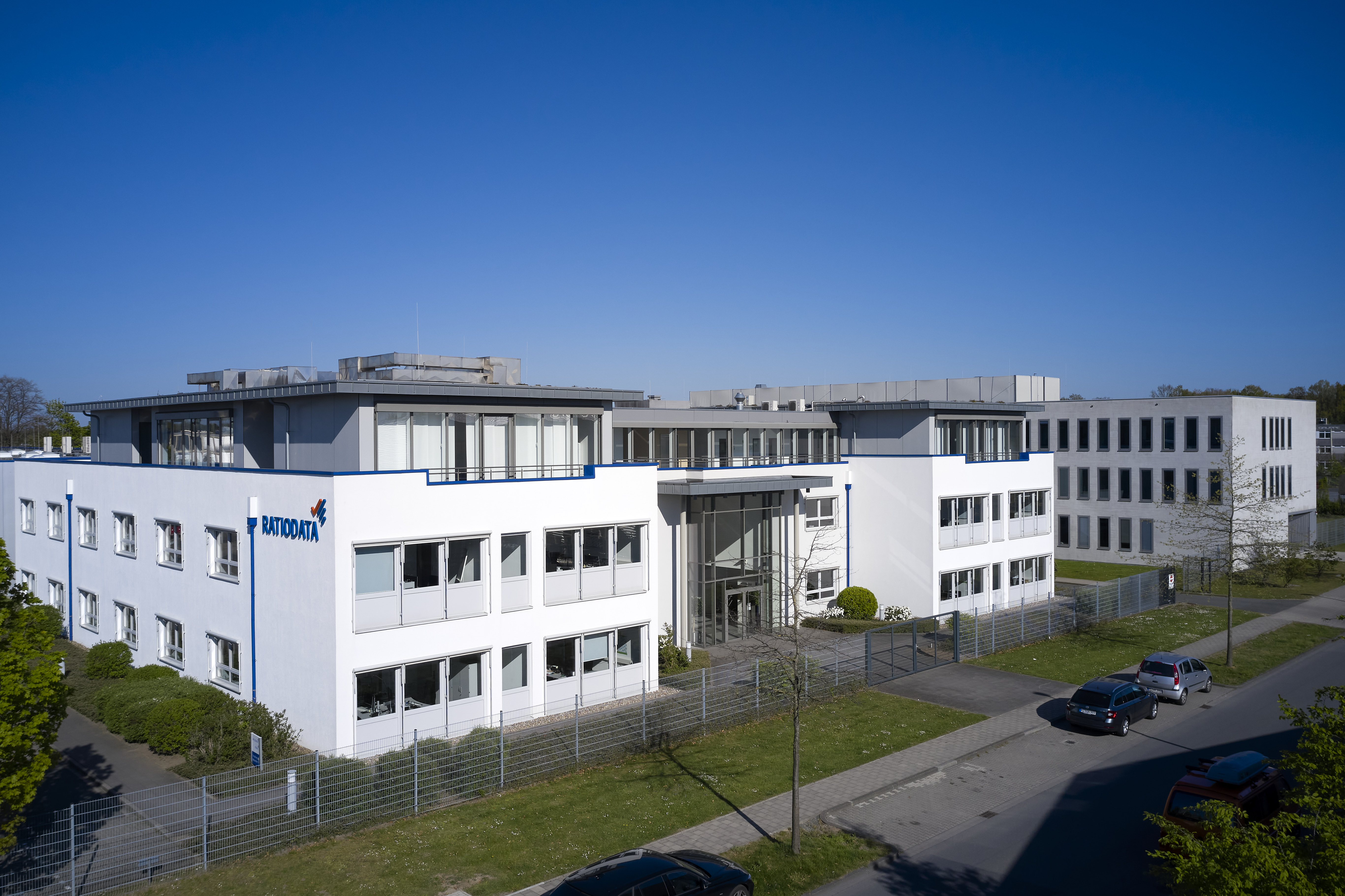
Standort in Münster

Im Geschäftsjahr 2024 beschäftigte das Unternehmen 1426 Mitarbeiter und erzielte einen Umsatz von 344,47 Millionen Euro.

## Geschichte

### Gründung und Anfänge
Die Geschichte des Unternehmens beginnt 1972 mit der Gründung der Gesellschaft für angewandte Organisation in der Datenverarbeitung mbH (GAO) durch die damalige GAD eG, heute Atruvia AG, in Münster. Die GAO sollte als Tochtergesellschaft Serviceaufträge an externe Kunden vermitteln, um die Kapazitäten der GAD-Datenverarbeitungsanlagen besser zu nutzen. 1973 wurde die ursprüngliche Ratiodata als Vertriebsgesellschaft des Rheinischen Genossenschafts-Rechenzentrums eG (RRZ) in Köln gegründet und richtete sich zunächst an Kunden außerhalb der Genossenschaft. Im Laufe der Jahre erweiterte das Unternehmen sein Angebot, unter anderem durch die Einführung von Mikroverfilmung und die Wartung von EDV-Peripheriegeräten für Bankkunden.

### Übernahmen und Expansion
1997 übernahm die GAD eG die Gesellschaft für Informationsverarbeitung der rheinischen Genossenschaften eG (GFI) inklusive ihrer Tochtergesellschaften.
Im September 1999 fusionierten die GAO Computerhaus GmbH, Münster, mit den beiden übernommenen Tochtergesellschaften Ratiodata Informationssysteme Wirtschaft und Verwaltung GmbH, Köln, sowie GSH Geno System Haus GmbH, Koblenz, zur Ratiodata GmbH in Münster.
2001 wurde die TSG Technologie Services GmbH als Tochtergesellschaft der Karlsruher Fiducia IT AG gegründet, dem IT-Partner im Verbund der Volksbanken Raiffeisenbanken. Im September 2005 entstand die VR Netze GmbH, welche die Telekommunikations- und Netzwerkaktivitäten des DZ-Bank-Konzerns sowie der betreuten knapp 500 Volks- und Raiffeisenbanken bündelte. 2006 erwarb die Ratiodata einen Anteil von 25,1 % an der Banqtec AG mit Sitz in der Wedemark, die Servicedienstleistungen für Sparkassen, Volks- und Raiffeisenbanken sowie Privatbanken im gesamten Bundesgebiet erbringt.

### Neustrukturierung
Im September 2014 kam es zur Fusion von Ratiodata IT-Lösungen & Services GmbH und VR Netze GmbH, was zur Entstehung des größten Systemhauses im genossenschaftlichen Finanzverbund führte. Der Zusammenschluss von TSG und Ratiodata IT-Lösungen & Services GmbH zur Ratiodata GmbH erfolgte als Konsequenz der Fusion aus Fiducia und GAD rückwirkend zum 1. Januar 2016, womit die Gesellschaft bundesweit das Systemhaus in der genossenschaftlichen Finanz-Gruppe wurde. Im Januar 2017 erhöhte die Ratiodata ihren Anteil an der Banqtec auf 100 %.
Am 4. November 2020 wurde die Ratiodata in eine Aktiengesellschaft (AG) umgewandelt, und seit dem 1. November 2021 firmiert das Unternehmen als Societas Europaea (Ratiodata SE).

### Jüngere Entwicklungen
Im November 2023 startete das Unternehmen im Industriepark in Koblenz den Bau eines Logistik- und Reparaturzentrums auf einer Fläche von etwa 30.000 Quadratmetern.
Die Ratiodata begann im April 2024 in Weida mit dem Bau eines Digitalisierungszentrums im Bereich Scan- und Dokumentenservices, das etwa 150 Arbeitsplätze schaffen soll.

## Unternehmensstruktur
Das IT-Systemhaus Ratiodata SE mit Hauptsitz in Münster ist eine 100%ige Tochtergesellschaft der Atruvia AG. Mit bundesweit zehn Standorten und 22 Campus-Teams gehört das Unternehmen zu den größten Systemhäusern Deutschlands.
Die Schwestergesellschaft Ratiodata Luxemburg S.à r.l. ist in Luxemburg ansässig.

## Dienstleistungen
Das Produktangebot der Ratiodata unterteilt sich in folgende Geschäftsfelder:
Im Geschäftsfeld IT & Services bietet die Ratiodata IT-Services und Hardware für Unternehmenskunden, insbesondere im Großhandel, sowie Consulting-Dienstleistungen für die IT-Infrastruktur und Managed Services an.
Der Unternehmensbereich Netzwerk & Sicherheit umfasst Dienstleistungen in den Bereichen LAN, WLAN und WAN, einschließlich Firewall-Anwendungen, sicherem Internetzugang und Produkten für das mobile Arbeiten.
Der Fokus des Bereichs Cybersecurity liegt auf der frühzeitigen Erkennung von Cyberangriffen und der Umsetzung von Gegenmaßnahmen in der IT. Das Angebot umfasst auch Managed-Security-Operations-Center sowie technologische Dienstleistungen.
Das Segment Kommunikation & Kollaboration bietet Anwendungen im Bereich Telefonie für Büros und Callcenter sowie Systeme für Web- und Videokonferenzen an.
In dem Unternehmensbereich Scan- & Dokumenten-Services digitalisiert die Ratiodata Dokumente wie Verträge und Tagespost für Unternehmenskunden.
Das Geschäftsfeld Bankentechnologie & Services umfasst Managed Services für Banken, darunter die automatische Berechnung von Befüllvorschlägen für bargeldführende Systeme (Cash Management), Systemüberwachung zur Sicherstellung der Verfügbarkeit von Selbstbedienungssystemen sowie die Administration von Selbstbedienungsgeräten. Zudem werden Hardware für den SB-Bereich (Geldausgabeautomaten, Cash-Recycler, Kontoauszugsdrucker und Serviceterminals, Schalter-/Kasse-Peripherie) ebenso wie Angriffsschutzsysteme gegen Geldautomatensprengungen sowie Systeme zur Videoüberwachung, Alarmsysteme und elektronische Zugangsbeschränkungen angeboten.

## Auszeichnungen
- 2024: 1. Platz in der Umfrage Deutschlands beste Managed Service Provider in der Kategorie Jahresumsatz zwischen 250 Millionen und einer Milliarde Euro, durchgeführt vom Marktforschungsunternehmen iSCM Institute und ausgezeichnet durch ChannelPartner und Computerwoche[27]
- 2024: 1. Platz in der Umfrage Deutschlands beste IT-Dienstleister in der Kategorie Jahresumsatz zwischen 250 Millionen und einer Milliarde Euro, durchgeführt vom Marktforschungsunternehmen iSCM Institute und ausgezeichnet durch ChannelPartner und Computerwoche[28]